# SE-40 (Spanje)

De SE-40

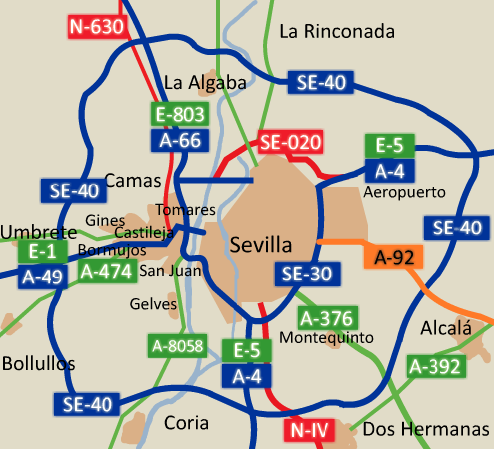
De SE-40

De SE-40 is een autopista in Sevilla met een lengte van (voorlopig) 38,9 kilometer. De snelweg vormt (net als de SE-30) een ringweg rond Sevilla en verbindt onder andere de A-4, A-66, A-49, A-92, A-376. Tegen 2030 zou de volledige ringweg 77,4 km lang zijn.